# Lista da introdução da televisão por país

Um mapa mostrando quando o serviço de televisão foi iniciado em cada país.
De 1930 a 1939
De 1940 a 1949
De 1950 a 1959
De 1960 a 1969
De 1970 a 1979
De 1980 a 1989
De 1990 a 1999
Depois de 2000
Sem televisão
Sem dados

Esta é a lista da introdução da televisão por país, quando o primeiro serviço televisivo público ocorreu nos países - e também unidades subnacionais, tais como territórios, regiões, províncias ou estados - mencionados. Testes de campo restritos de natureza científica e demonstrações de circuito fechado de TV não estão incluídos.
Observações
- Entende-se que se trate de transmissões definitivas na ausência de observações em contrário, tais como "experimental", entre outras;
- As designações "Mecânica", "Semieletrônica" e "Eletrônica" designam as tecnologias concorrentes nos primórdios da televisão, das quais a única remanescente é a eletrônica;
- "Retorno" indica a volta do serviço após alguma interrupção - em regra, em função da II Guerra Mundial;
- Não se deve interpretar esta lista como se as datas apresentadas indicassem quando a totalidade do país teve acesso ao serviço. Por exemplo, os Estados Unidos, o Reino Unido, a Alemanha e a antiga União Soviética tinham emissoras televisivas em operação, limitadas a um pequeno número de espectadores em 1939. Entretanto, em cada um desses países, pouquíssimas cidades tinham o serviço de televisão, à medida que este ainda não havia sido amplamente disponibilizado. No caso específico do Brasil, ainda que o serviço de televisão tenha se iniciado em 1950,[1] certas regiões do país só passaram a dispor oficialmente do serviço na década de 1970, como o então território de Roraima (hoje estado) aonde a televisão só chegou em 1974;[2]
- As bandeiras mostradas e os países mencionados refletem a condição política existente na época do início das transmissões, não as referentes aos países atuais.

| Ano  | Países |
| ---- | --- |
| 1928 | Estados Unidos (Televisão Mecânica) |
| 1929 | Reino Unido (Mecânica), Alemanha (Mecânica) Austrália (Mecânica, experimental), |
| 1931 | França (Mecânica), Canada (Apenas em Quebec), União Soviética (Mecânica) |
| 1934 | Austrália (Televisão Eletrônica, experimental, em Brisbane) |
| 1935 | Alemanha (Semieletrônica), México (Experimental) |
| 1936 | Reino Unido (Eletrônica - BBC), Alemanha (Eletrônica - Deutscher Fernseh Rundfunk), Estados Unidos (Eletrônica - Transmissões experimentais e não comerciais até 1941 - NBC)                                                     |
| 1937 | Cidade Livre de Danzig (Eletrônica), França (Eletrônica), Polônia (Mecânica) |
| 1938 | União Soviética (Eletrônica) |
| 1939 | Império do Japão (Eletrônica), Itália (Eletrônica), Polônia (Eletrônica) |
| 1942 | França Ocupada |
| 1944 | França (Retorno) |
| 1945 | União Soviética (Retorno) |
| 1946 | Reino Unido (Retorno), México (Serviço integral), Filipinas (Experimental) |
| 1948 | Tchecoslováquia (Experimental), Chile (Experimental), Países Baixos (Experimental), Brasil (Experimental) |
| 1950 | Cuba, Brasil ( São Paulo), Suíça, Alemanha Ocidental (Experimental) |
| 1951 | Argentina, Dinamarca, Países Baixos, Japão (Retorno), Brasil ( Rio de Janeiro) |
| 1952 | Canada, Turquia, Chile (Esporadicamente até 1956), República Dominicana, Alemanha Ocidental (Serviço integral), Alemanha Oriental (Experimental), Polônia (Retorno), Tailândia (Experimental), Reino Unido ( Escócia), Venezuela |
| 1953 | Estados Unidos ( Alaska), Bélgica, Tchecoslováquia, Filipinas (através da ABS, atual ABS-CBN), Reino Unido ( Irlanda do Norte)                                                                                                   |
| 1954 | Colômbia, Estados Unidos ( Havaí), Itália, Marrocos Porto Rico, Mônaco, Noruega (experimental) |
| 1955 | Finlândia, 30 Guatemala, Luxemburgo, Romênia (experimental), Tailândia, Brasil ( Minas Gerais) |
| 1956 | Austrália, Argélia, Áustria, Azerbaijão, Chipre, Alemanha Oriental (Serviço integral), Guam, Iraq, Nicarágua, Romania, Coreia do Sul, Espanha, Filipinas, Panamá, Portugal (Experimental), Suécia, Uruguai, Iugoslávia           |
| 1957 | Chile, (Serviço integral) Finlândia, Hong Kong, Hungria, Kuwait, Portugal (Serviço integral), RSS da Lituânia |
| 1958 | Bermuda, China, Moldávia, El Salvador, Irã, Peru, |
| 1959 | Bulgária, Equador, Haiti, Honduras, Índia, Líbano, Nigéria, Ilhas Ryukyu , Brasil ( Rio Grande do Sul) |
| 1960 | Costa Rica, Albânia, Antilhas Holandesas, Nova Zelândia, Rodésia do Sul, República Árabe Unida, Noruega (Serviço integral), Brasil ( Distrito Federal, Paraná, Bahia, Pernambuco, Ceará e Bauru)                                 |
| 1961 | Irlanda, Rodésia do Norte, Ilhas Virgens Americanas, Brasil ( Goiás, Espírito Santo e Pará) |
| 1962 | Costa do Marfim, República do Congo, Quênia, Malta, Indonésia, Serra Leoa, República da China, Trinidad e Tobago, Gibraltar, Sudão                                                                                               |
| 1963 | Bolívia, Coreia do Norte, Polinésia Francesa, Gabão, Malásia, Singapura, Jamaica, Uganda, Alto Volta, Brasil ( Maranhão) |
| 1964 | Samoa Americana Barbados, Paquistão Oriental, Etiópia Guadalupe, Libéria, Martinica, Maurício, Iêmen do Norte, Paquistão Ocidental, Reunião, Suriname, Reino Unido ( País de Gales)                                              |
| 1965 | Gana, Nova Caledônia, Paraguai, Senegal, Brasil ( Mato Grosso) |
| 1966 | Camboja, Congo-Kinshasa, Grécia, Tunísia, Islândia, Israel, Vietnã do Sul, Brasil ( Amazonas e Paraíba) |
| 1967 | Djibuti, Guiana Francesa, Mongólia, Saint Pierre e Miquelon, Madagascar, Santa Lúcia |
| 1968 | Turquia (Nacionalmente), Jordânia, Guiné Equatorial, Líbia |
| 1969 | Protetorado das Ilhas do Pacífico das Nações Unidas, Emirados Árabes Unidos, SR Bósnia e Herzegovina, Brasil ( Santa Catarina)                                                                                                   |
| 1970 | Qatar, Vietnã do Norte |
| 1972 | São Cristóvão-Nevis-Anguilla Brasil ( Piauí) |
| 1973 | Bahrein, Níger, Tanzânia, Togo, Ilhas Virgens Britânicas |
| 1974 | Afeganistão, República Centro-Africana, Granada, Omã, Brasil ( Acre, Rondônia e Roraima) |
| 1975 | Angola, Dominica, Brunei, Tuvalu, Iêmen do Sul, Ilhas Wallis e Futuna, Brasil ( Alagoas) |
| 1976 | África do Sul |
| 1977 | Bahamas, Guiné, Timor-Leste |
| 1978 | Benim, Liechtenstein (Tentativa), Lesoto, Maldivas, Suazilândia |
| 1979 | Birmânia, Mali, Moçambique, Sri Lanka, Somália, Zâmbia |
| 1980 | São Vicente e Granadinas |
| 1981 | Belize, Macau, Sudoeste Africano |
| 1982 | Mauritânia Brasil (Fernando de Noronha) |
| 1983 | Andorra, Antígua e Barbuda, Camboja (Retorno), Camarões, Nepal, Seychelles, Vaticano, Laos |
| 1984 | Burundi, Cabo Verde, Chade, Comores, Ilhas Faroe |
| 1986 | Mayotte, Niue, Papua Nova Guiné |
| 1989 | Ilhas Cook, San Marino, Samoa Ocidental |
| 1991 | Ilhas Cayman, Ilhas Falkland, Fiji Guiana, Nauru, São Tomé e Príncipe |
| 1992 | Botswana, Ilhas Salomão, Vanuatu |
| 1993 | Eritreia, Ruanda |
| 1995 | Gâmbia, Guiné-Bissau, Kiribati, Santa Helena, Ascensão e Tristão da Cunha, Ilhas Turks e Caicos |
| 1996 | Malawi, Groenlândia, Palau |
| 1999 | Butão |
| 2000 | Tonga |
| 2004 | Kiribati (Serviço local, suspenso entre 2013 e 2018) |
| 2007 | Åland |
| 2008 | Liechtenstein |
| 2009 | Papua Nova Guiné (Serviço local) |
| 2010 | Sudão do Sul |
| 2011 | Ilha Norfolk |
| 2018 | Kiribati (retorno) |
| 2019 | Tuvalu (retorno) |